# Eugen Härle
Eugen Härle (* 13. Dezember 1911 in Abstatt; † 7. Mai 2003 in Ilsfeld) war ein deutscher Kommunalpolitiker. Er war von 1948 bis 1974 Bürgermeister der Gemeinde Ilsfeld und von 1954 bis 1972 auch Bürgermeister der dann nach Ilsfeld eingemeindeten Gemeinde Schozach. Anlässlich seines 65. Geburtstages wurde er für seine Verdienste 1976 zum Ehrenbürger von Ilsfeld ernannt.

## Biografie
Härle stammte aus Abstatt und war 1948 Regierungsoberinspektor. Bei der ersten gesetzlichen Bürgermeisterwahl nach dem Zweiten Weltkrieg in Ilsfeld, wo das Bürgermeisteramt seit 1947 vom stellvertretenden Bürgermeister Gottlob Frank geleitet wurde, erhielt er 1948 unter zehn Bewerbern die notwendige Stimmenmehrheit. Ab 1954 übernahm er (wie schon 1939 bis 1946 einer seiner Vorgänger, Hugo Heinrich) als gemeinschaftlicher Bürgermeister auch das Amt des Bürgermeisters von Schozach, das während Härles Amtszeit 1972 nach Ilsfeld eingemeindet wurde. Kurz nach der Eingemeindung von Auenstein ging Härle 1974 in den Ruhestand. Im Dezember 1976 wurde er aus Anlass seines 65. Geburtstages „für seine Verdienste und die langjährige und erfolgreiche Verwaltung der Gemeinde Ilsfeld und der Gemeinde Schozach“ zum Ehrenbürger der Gemeinde Ilsfeld. 1985 zählte er zu den Gründern des Heimatvereins Ilsfeld, außerdem ist er als Autor zahlreicher heimatgeschichtlicher Beiträge hervorgetreten.

## Veröffentlichungen
- u. a. Ilsfeld in Geschichte und Gegenwart. Ein Heimatbuch für Ilsfeld, Auenstein und Schozach. Gemeinde Ilsfeld, Ilsfeld 1989